# Jean-Marie Valentin

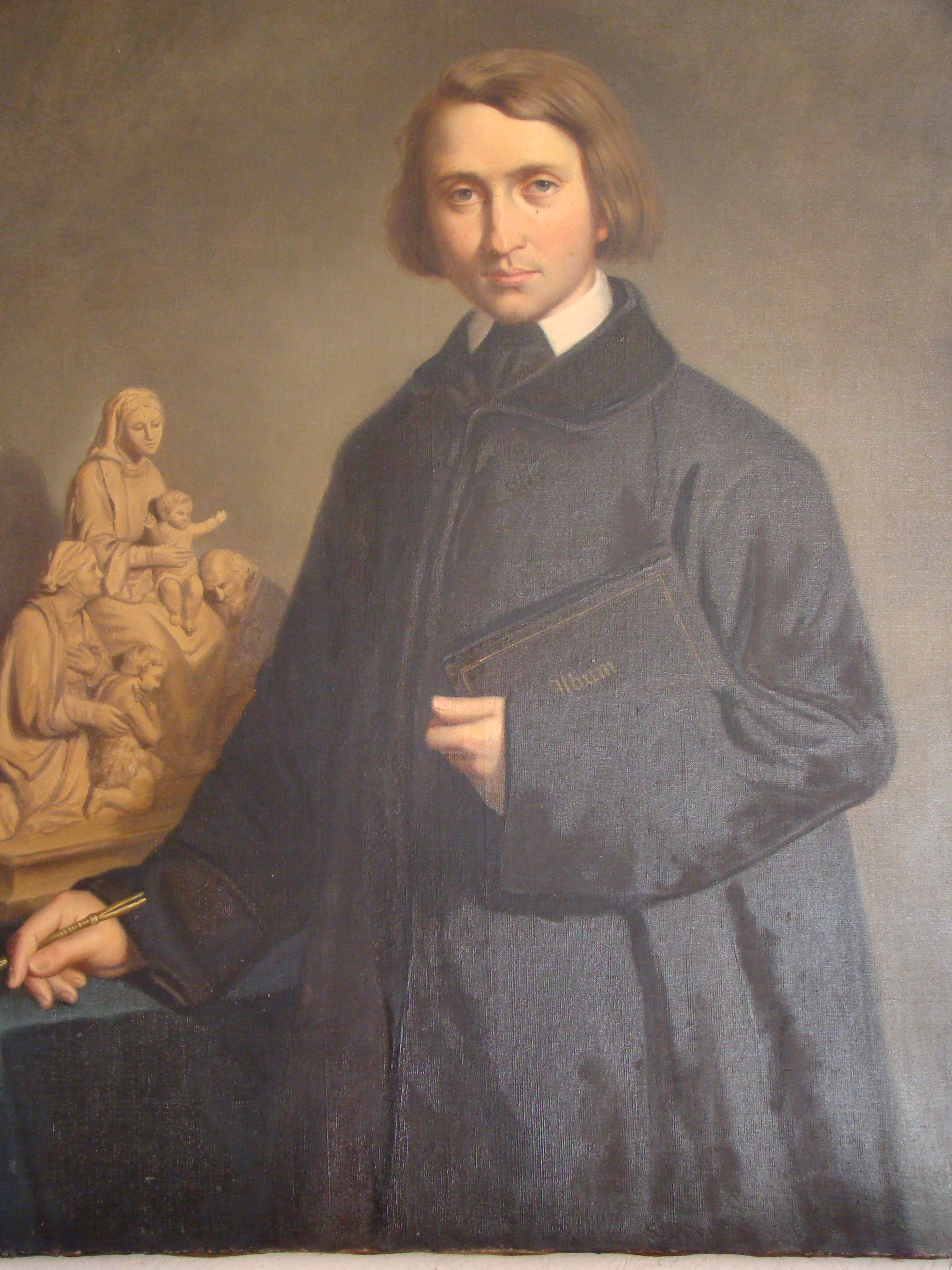
Un retrato de Jean-Marie Valentin por Léon Brune

Jean-Marie Valentin, nació en Bourg-des-Comptes en Ille-et-Vilaine el 17 de octubre de 1823 y murió en París el 8 de agosto de 1896. Fue arquitecto y escultor especializado en muebles religiosos como púlpitos, altares y estatuas. Su padre, Antoine Louis Valentin, era un maestro carpintero que trabajaba principalmente en ébano. Nacido en 1784.  
El primer trabajo de Jean-Marie lo realizó en el taller de su padre. 
En 1842, estudió en la Escuela Municipal de Dibujo et Escultura en Rennes (se convirtió en la Escuela Regional de Bellas Artes en 1881).  Jean-Baptiste Barré fue su maestro de escultura. En 1845, recibió una beca de la ciudad de Rennes y viajó a París, donde trabajó en un estudio junto con un escultor de Rennes llamado François Lanno. Luego trabajó en el estudio de François Rude. Alrededor de 1850 se estableció en Rennes y comenzó a especializarse en mobiliario para iglesias. Sus obras son numerosas y se pueden ver en todo Ille-et-Vilaine. 
Su primera obra maestra fue el púlpito erigido en la Iglesia de la Santa Cruz de Saint-Servan, un suburbio de Saint-Malo. Este púlpito fue promovido y financiado por Napoleón III Bonaparte durante su visita a Bretaña en 1858. Durante esta visita, el cura de la iglesia, Monsieur Huchet, había llamado la atención del emperador sobre la iglesia, destacando el hecho de que carecía de muebles. El emperador fue generoso y el púlpito fue el resultado. Jean-Marie fue asistido por su hermano Antoine, como era a menudo el caso, y el púlpito fue firmado "Valentin Frères, Architectes et sculpteurs". Muchos años después, Valentin completó el monumento a Huchet en la catedral de Saint-Malo. 
Quizás su obra más conocida fue en el monumento funerario de San Yves en la catedral de Tréguier. Por este trabajo recibió un premio en 1888 del "Salon des Artistes français" donde se mostró antes de la instalación en la catedral. 

## Sus trabajos
Estos incluyen: 

## Iglesia parroquial San Juan Bautista
Para esta iglesia en la plaza de la Iglesia de Ercé-près-Liffré, Valentin creó la obra "Educación de la Virgen" en 1861.

## Catedral de San-Samson, plaza de la Catedral (Dol-de-Bretagne)
Valentin ejecutó el altar y el retablo dedicado a san Gilduin de Chartres y san Méen en esta catedral en 1873. La pared trasera del altar está pintada con medallones en quincunce con las letras "SG" y "SM", estas rodeadas por un friso neogótico pintado por el artista de Rennes Lemoine. El altar incluye un relicario de bronce de Placide Poussièlgue-Rusand y una pequeña figura de terracota de un ermitaño de un artista desconocido. Valentin también trabajó en el altar del Sagrado Corazón en la catedral, pero no en las cuatro estatuas que forman parte del altar. Dos de estas estatuas, las de San Pedro y San Pablo, son del escultor Robert Froc. Otro altar de Valentin en la catedral de Dol es el dedicado a san Gilles y san Roque y se cree que las estatuas de Gilles, Roque y san Thuriau de Dol son posiblemente obra de Valentin, pero esto no está claro. También en la catedral se encuentra la estatua de Valentin de 1872 titulada "La educación de la Virgen". Esta estatua fue una vez parte del altar y retablo dedicado a Santa Ana por el escultor Augerie realizado en 1899 pero derribado en 1975. En 1876, Valentin también trabajó en el altar y retablo de San Miguel de la catedral. Además de la estatua de San Miguel, la obra también incluye unas estatuas de San Luis y San Sebastián.

## Iglesia parroquial de San Martín
Valentin ejecutó una estatua de San José en 1866 para esta iglesia parroquial en Hédé

## Iglesia parroquial de la Santa Trinidad
Para esta iglesia en Saint-Thual, Jean-Marie Valentin trabajó en el altar de San José en 1874. Algunos eruditos también atribuyen a Valentin las obras en esta iglesia "San José y el Niño", las estatuas de Santa Filomena, los santos Méen y Tugdual y la obra "La Virgen con el Niño" pero esta atribución no es totalmente segura. 

## Iglesia parroquial de San Malo
Para esta iglesia en la plaza de la Iglesia de Le Minihic-sur-Rance, calle del General de Gaulle, Valentin creó el altar principal en piedra en 1867 decorado con un grupo esculpido en yeso que representa la Asunción ("Asunción de la Virgen") . Diez años después, Valentin produjo una composición similar en piedra para la Iglesia de la Santa Cruz de Saint-Servan (Saint-Malo). Se cree que la composición se inspiró en la pintura de Nicolas Poussin.

## Iglesia de San Sulpicio
Para esta iglesia en Montreuil-le-Gast, Valentín ejecutó un retablo de piedra caliza para el altar principal. Se componía de una caballería con ángeles colocados a cada lado. La obra data de 1861. Para la misma iglesia, Valentín creó el retablo para el altar principal.

## Capilla del colegio de San Martín en Rennes
Valentin talló el tímpano sobre la entrada de la capilla. Representa a San Martín dando su capa a un mendigo. 

## Otros trabajos
- Para la iglesia en Renazé Valentin creó el altar "Santo Rosario", varias estatuas y dos bajorrelieves.
- Para la iglesia en Brusvily Valentin creó tres altares y un púlpito tallado en piedra.
- Para la iglesia en Forges la Forêt Valentin creó tres altares decorados con estatuas y bajorrelieves.
- Para la iglesia en Brain sur les Marches Valentin creó dos altares en piedra, algunos bajorrelieves y varias estatuas.

## Memoriales a clérigos notables
Valentin recibió el encargo de crear varios monumentos conmemorativos a notables eclesiásticos. Estos incluyen el monumento al Abad Huchet en la catedral de San Malo, al abad  Aubrée en Vitré, para el abad Fouré en La Guerche de Bretagne y para Meslé en la base de la torre de Notre Dame en Rennes.  Realizó dos monumentos a Monseñor Brossay Saint Marc, uno en Bourg des Comptes y el otro en la catedral de Rennes. También realizó la maqueta para el monumento a monseñor Gonindard en la catedral de Rennes. Murió antes de que se completara el monumento, pero su taller lo completó. 

## Monumento al abad Aubrée

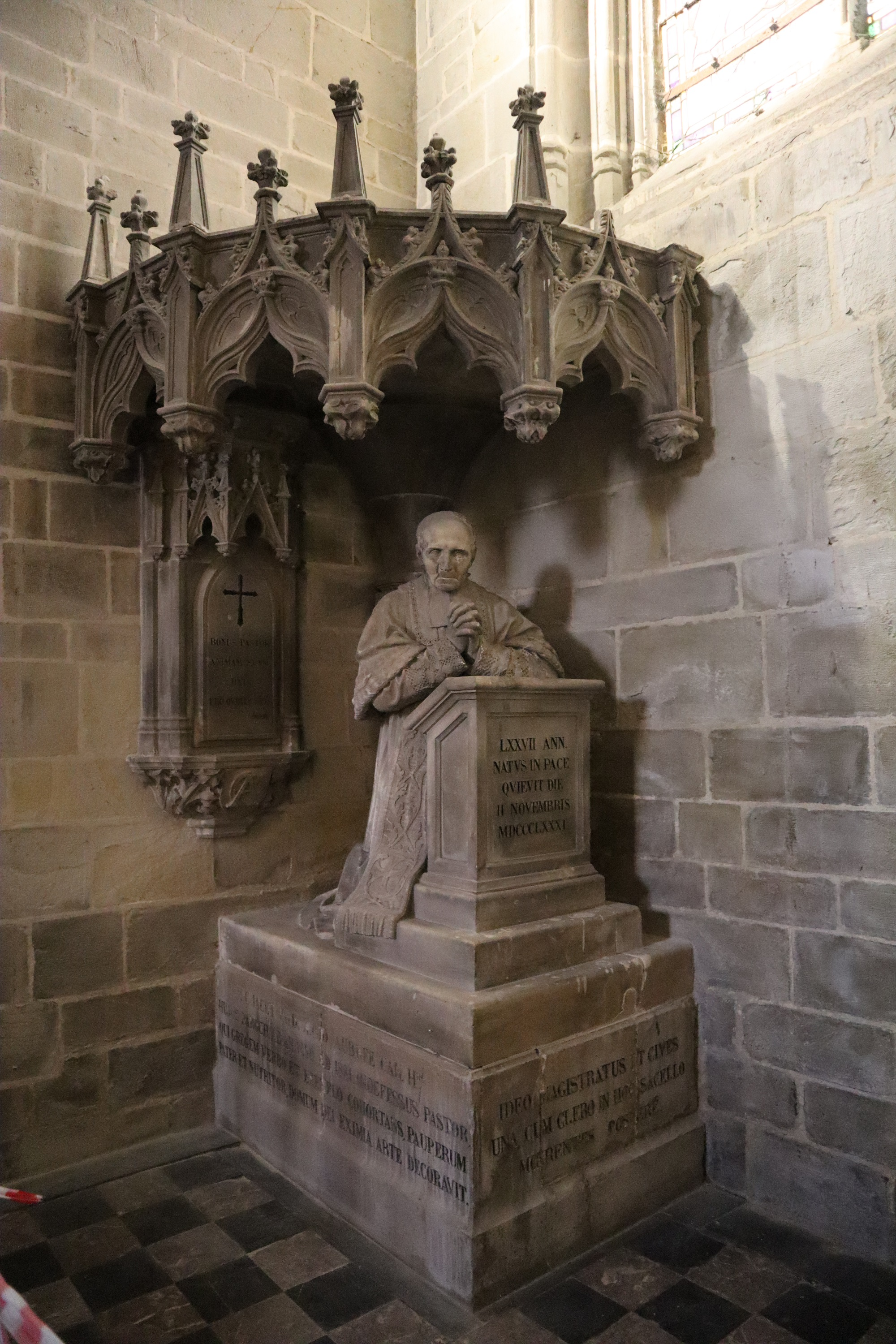
El monumento al abad Aubré por Jean-Marie Valentin

Para la iglesia de Nuestra Señora en Vitré , Valentin creó este monumento conmemorativo al abad Aubrée.

## Memorial al abad Fourré
Para la Basílica de Nuestra Señora de la Asunción-l'Assomptio de La Guerche-de-Bretagne, Valentin ejecutó el monumento al abad Fourré. También creó una gran estatua de San José para esta iglesia. 

## Memorial al Venerable Jean Eudes
Para la Iglesia de Nuestra Señora en Caen, Valentín ejecutó el monumento al Vénérable Jean Eudes. Fue inaugurado el 23 de agosto de 1885. Valentin representa a Eudes arrodillado a los pies de la Santísima Virgen que sostiene al Niño Jesús en sus brazos. 

## Memorial al sacerdote Joseph Meslé

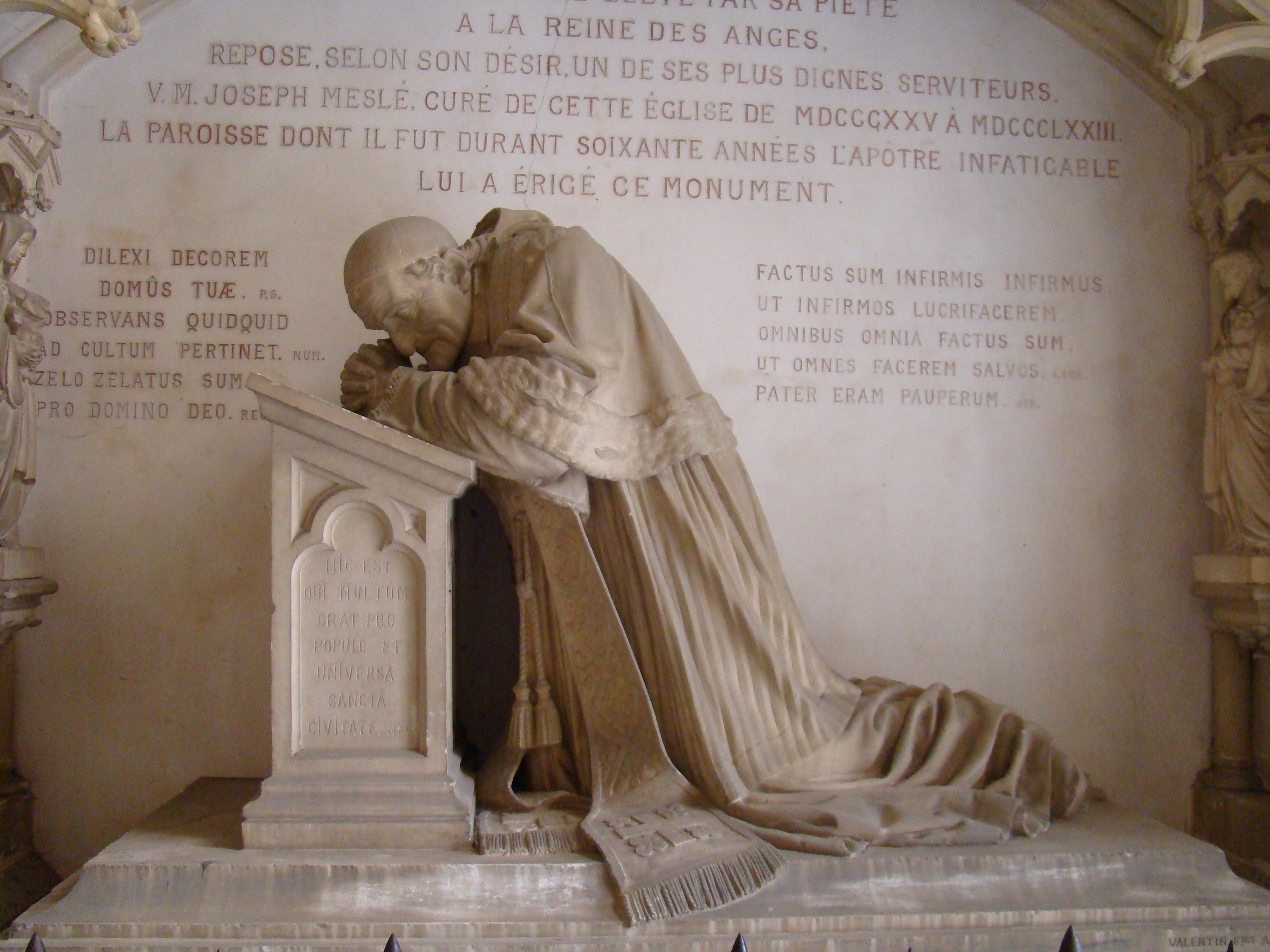
El monumento de Valentin al sacerdote Joseph Meslé en la iglesia de Nuestra Señora en Rennes

Para la Iglesia de Nuestra Señora en Saint-Melaine en Rennes, Valentin realizó un monumento al sacerdote Joseph Meslé en 1873. Para esta iglesia, Valentin también ejecutó estatuas de San Pedro y San Amand que decoran la torre de la iglesia. 

## Monumentos a Monseñor Brossay-Saint-Marc
Valentin creó dos monumentos a Monseñor Brossay-Saint-Marc. Uno se encuentra en el Métropole Saint-Pierre de Rennes y el otro en la iglesia de Nuestra Señora de Bourg-des-Comptes. En el trabajo del Métropole Saint-Pierre de Rennes, se representa al cardenal de rodillas, con las manos juntas en oración. El trabajo está realizado en mármol. La inauguración tuvo lugar el 6 de mayo de 1884. 

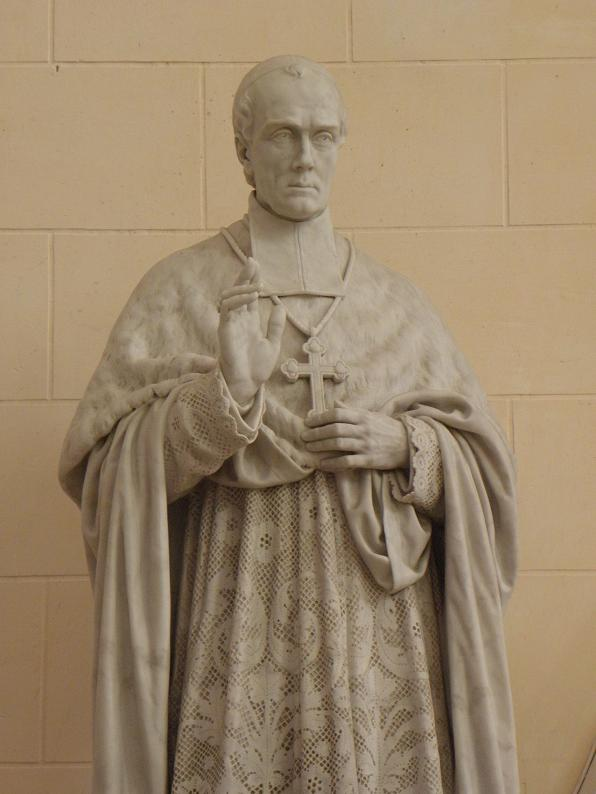
Memorial a monseñor Brossay-Saint-Marc en Bourg-des-Comptes. Esta obra fue inaugurada el 19 de septiembre de 1880.
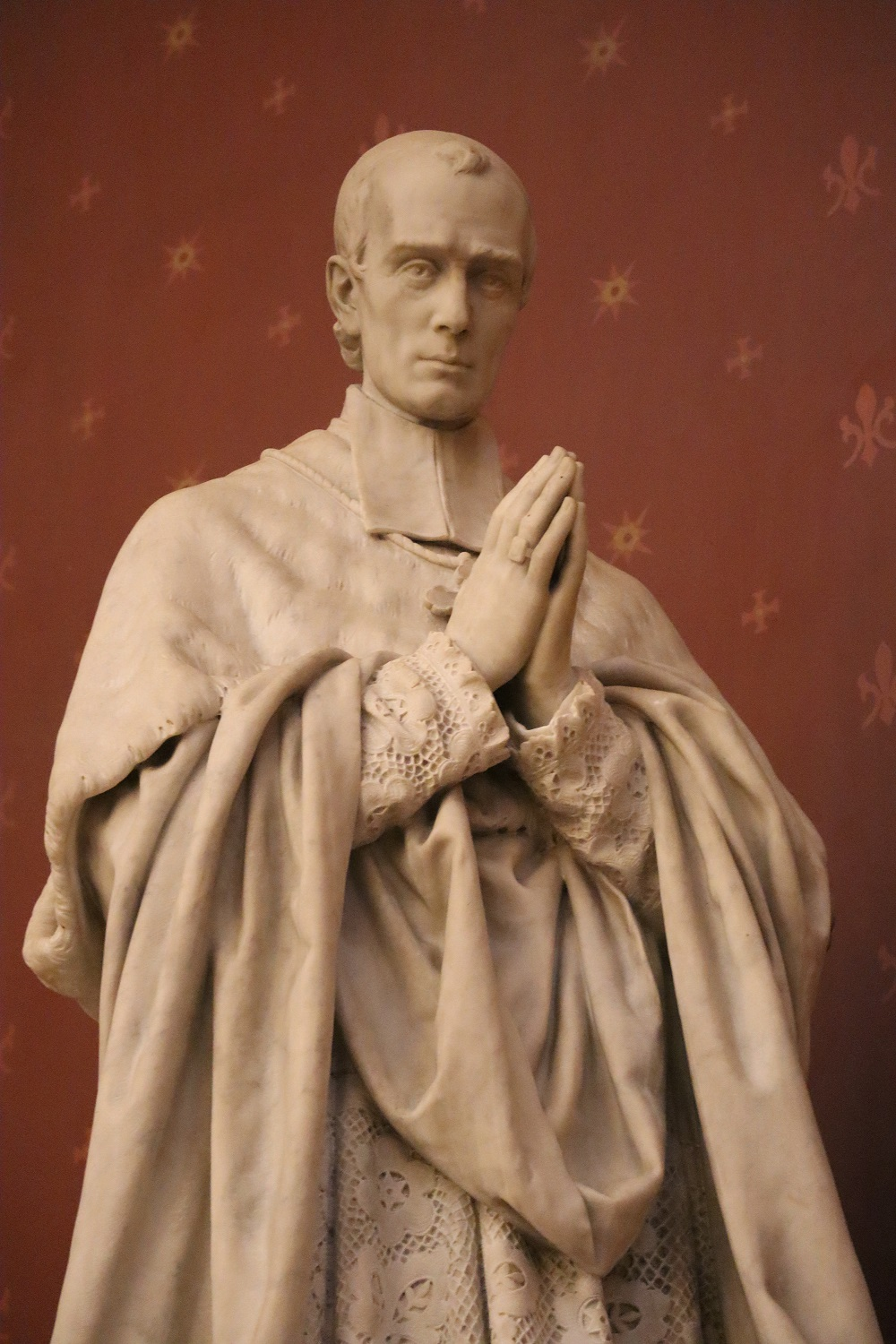
El monumento a Monseñor Brossay-Saint-Marc en Rennes.
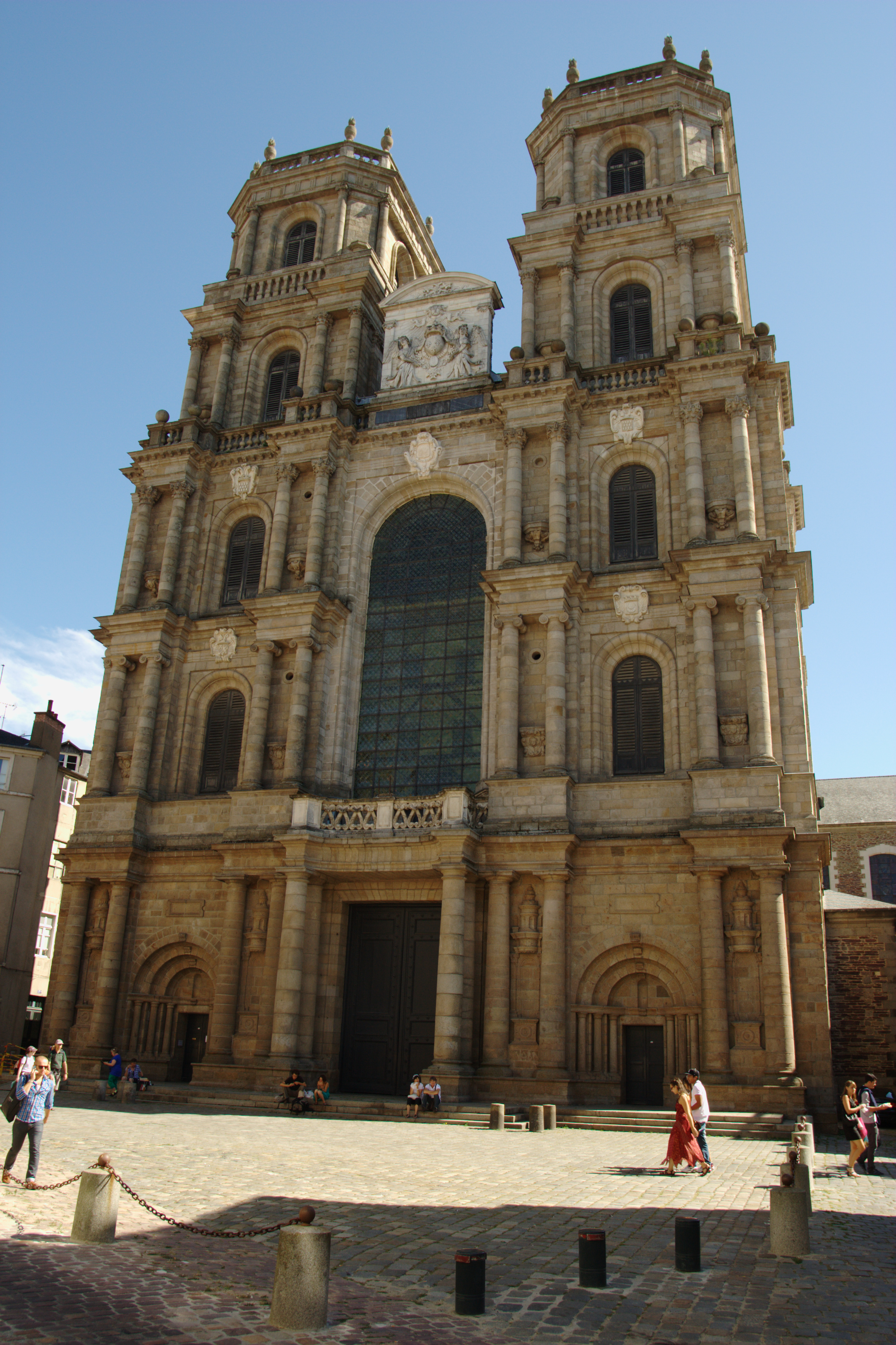
Catedral de San Pedro en Rennes.
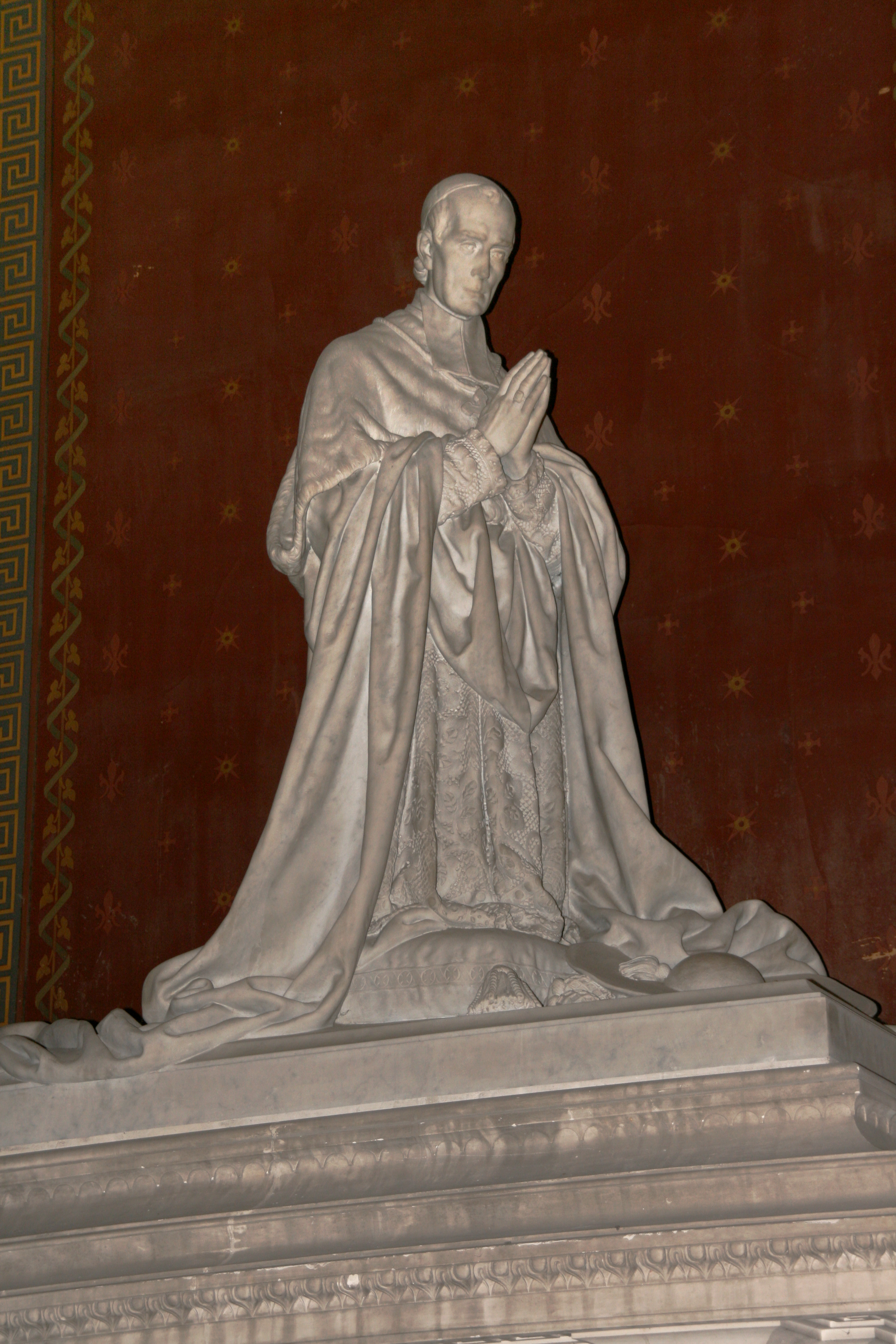
El monumento a Monseñor Brossay-Saint-Marc en Rennes.
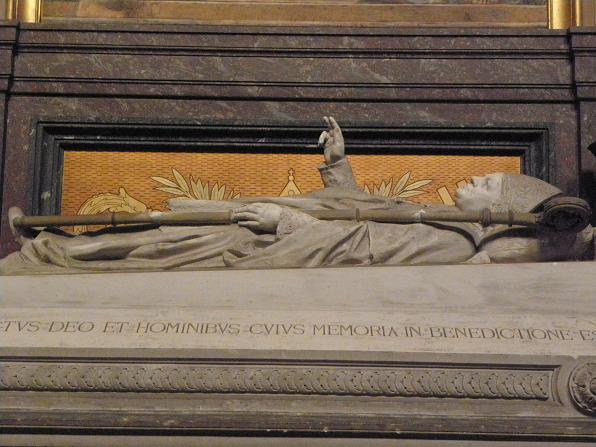
La tumba de monseñor Gonindard en Rennes.

## Bain de Bretagne
El púlpito en la iglesia de Bain de Bretagne es de Valentin y está considerado como uno de sus mejores trabajos. Tallado en piedra blanca, está decorado con bajorrelieves y esculturas ornamentadas. En la misma iglesia, Valentín creó el altar principal con un bajorrelieve que representa la Última Cena. Las capillas laterales en la iglesia representan el descendimiento de la cruz y el "Buen Pastor". 

## Iglesia parroquial San Quintín
Para esta iglesia parroquial en Saint-Ganton, Valentin completó el altar principal.

## Iglesia parroquial de la Santísima Trinidad, San Augustín
Esta iglesia parroquial en Plerguer tiene un altar de Valentin.

## Iglesia parroquial de San Juan Bautista
Para esta iglesia parroquial en Saint-Jouan-des-Guérets, Valentin ejecutó un púlpito en 1880. 

## Las Estaciones de la Cruz en laCatedral de Rennes

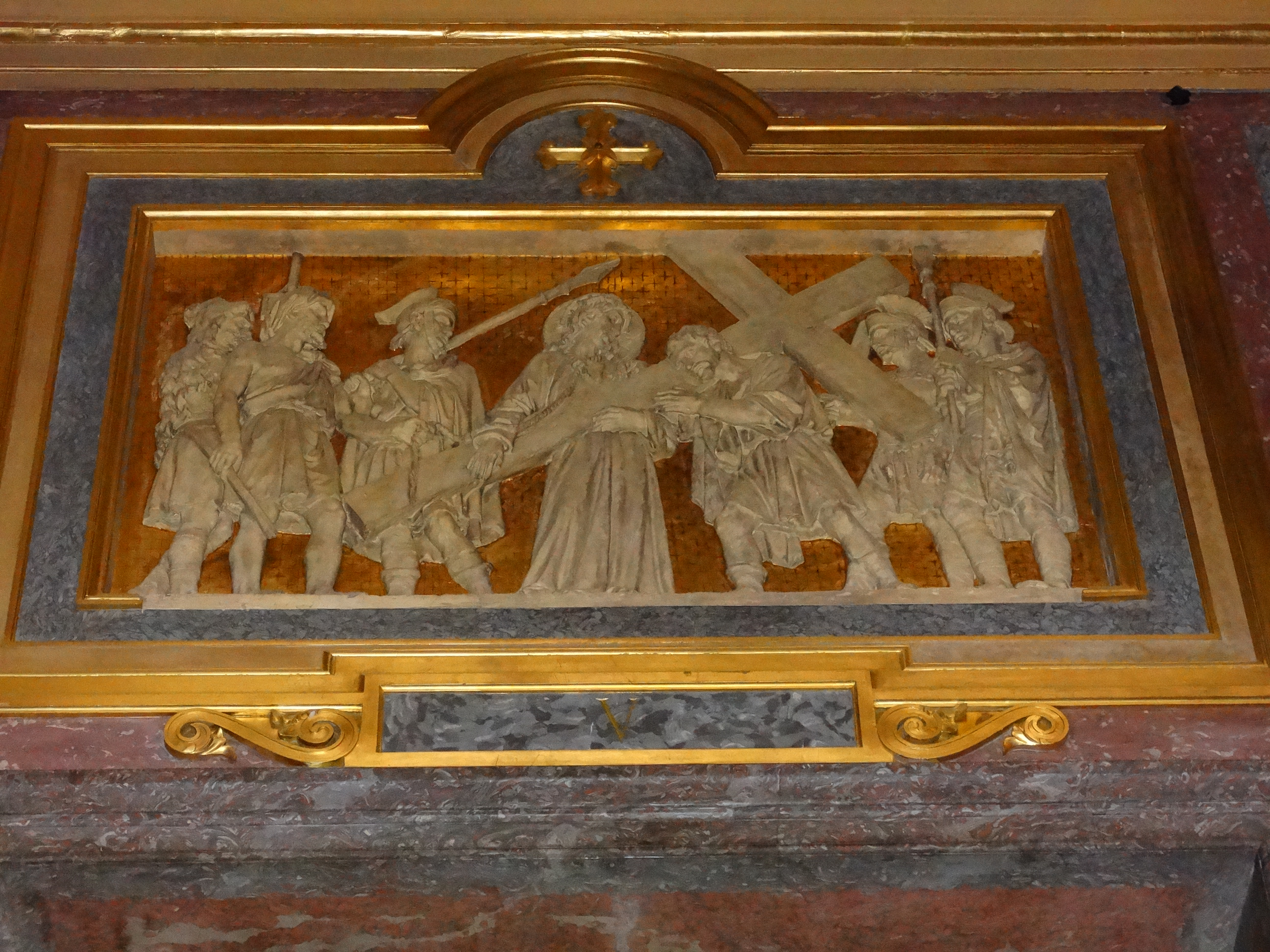
Una de las Estaciones de la Cruz de Valentin en la catedral de Rennes

En la Catedral de San Pedro de Rennes, Valentin trabajó en el "Camino de la  de Cruz" ("Estaciones de la Cruz") de 1878 a 1883,

## Iglesia parroquial de San Pedro
Para esta iglesia en Plélan-le-Grand, Valentin ejecutó muchas estatuas, incluyendo la de Santa  Margarita de Cortone, una "Dormición de la Virgen", un "Virgen y el Niño", San Jian, San José, San Fiacre, Santa Ana y la obra "Las curaciones de Santa Ana". Todas estas obras datan de 1859 y decoran altares laterales.

## Iglesia de la Santa Cruz de San Servan (Saint-Malo)
Para esta iglesia y aparte del púlpito mencionado anteriormente, Valentín completó trece estatuas en 1863. Laos que estaban en la nave representaban una "Madre de los Dolores", un "Ecce Homo", Juan el Evangelista, Francisco de Sales, santas Cecilia y Bárbara, y los santos Étienne y Godefroy, mientras que los del coro incluían a Aarón y Melquisedec. 

## Iglesia de Nuestra Señora de Emeraude

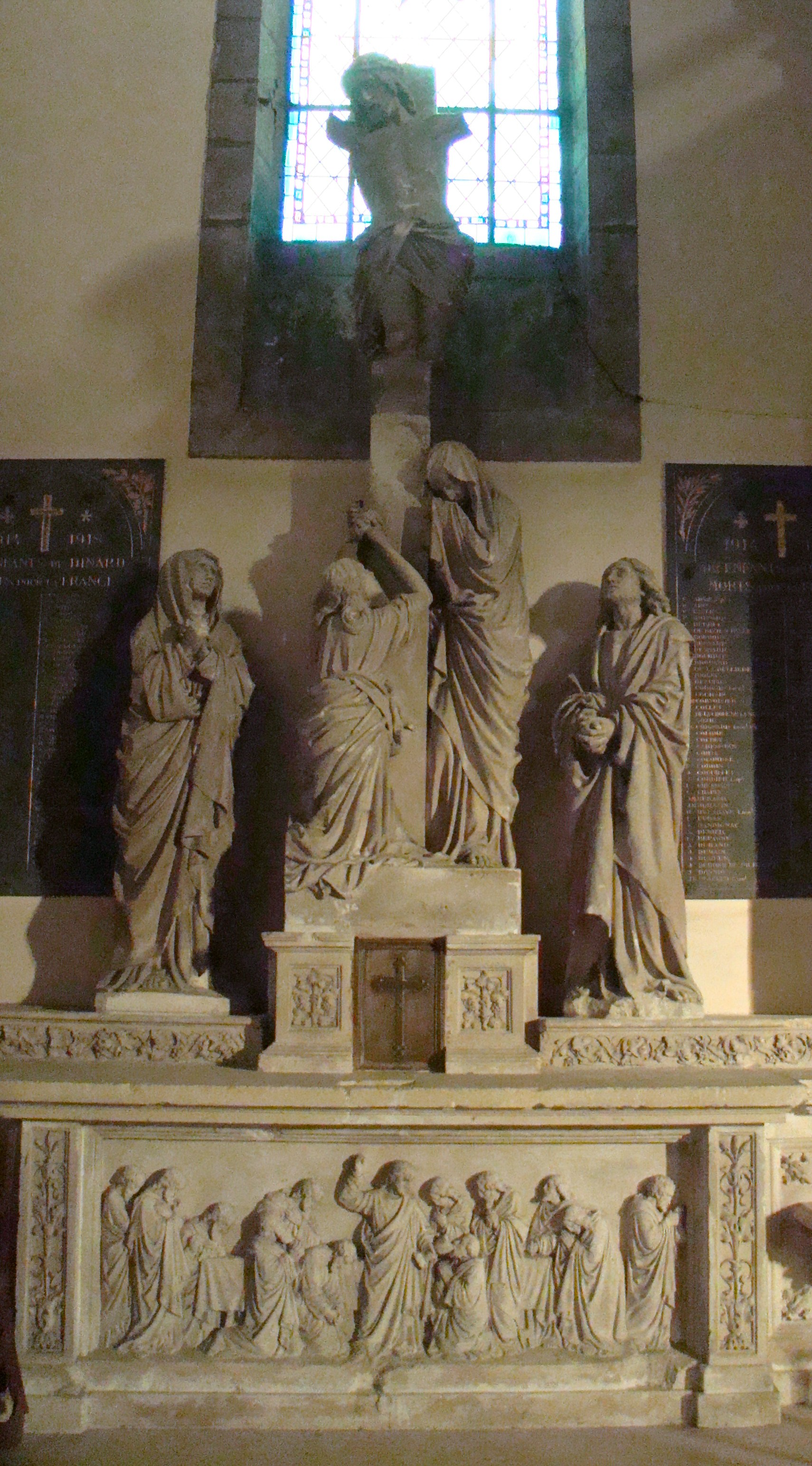
Los restos del altar de Valentin en la iglesia de San Enogat de Dinard

Para esta iglesia en Dinard Valentin creó el altar principal con un bajorrelieve que representa a Jesús dando la comunión a sus apóstoles. Este bajorrelieve fue gravemente dañado durante los bombardeos de 1944, pero aún se mantiene en pie en la iglesia. La composición incluye grandes estatuas de San Enogat y San Clemente, los santos patrones de la parroquia. Para la misma iglesia, Valentín creó el púlpito decorado con tres grandes estatuas, varias estatuillas y bajorrelieves. 

## La catedral de Tréguier

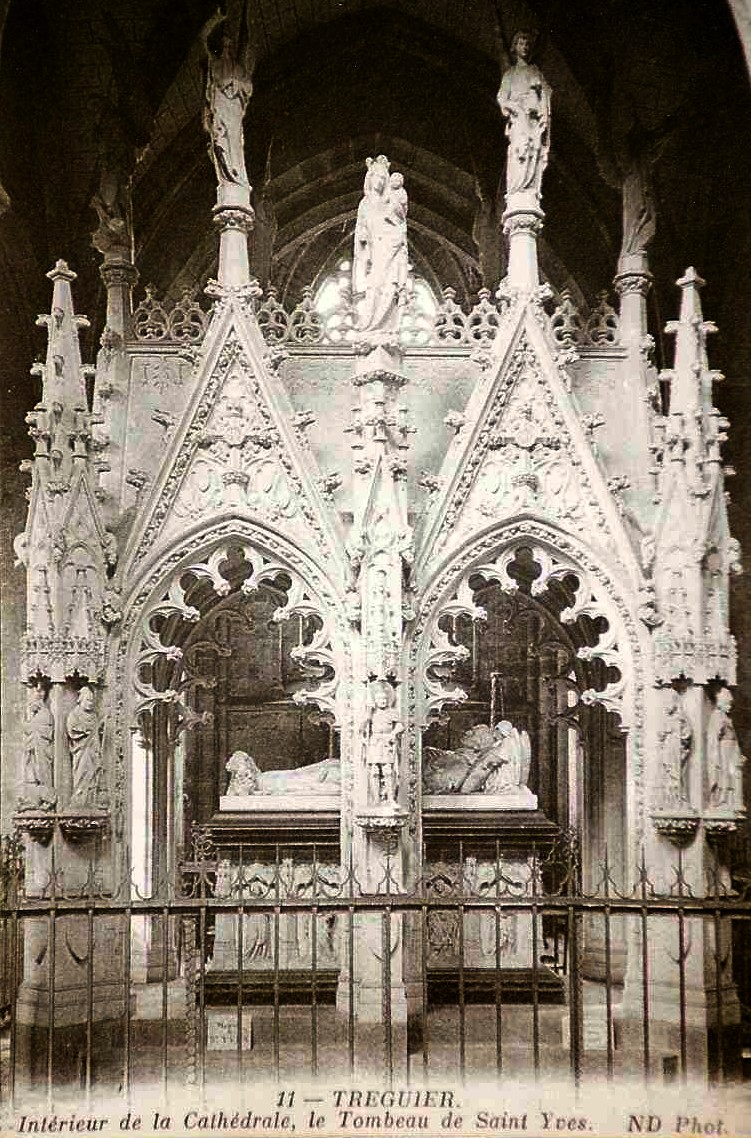
La tumba de San Yves por Jean-Maire Valentin

Este trabajo de 1890 es quizás el trabajo más famoso de Valentin. La tumba original en la catedral de Tréguier había sido destruida durante la revolución francesa. La obra está tallada en piedra blanca, aparte de los escalones y la mesa que son de granito. San Yves se encuentra en el centro y a su alrededor hay más de cincuenta figuras más pequeñas. Yves se presenta acostado en un cofre que sirve como sarcófago. Está vestido con su gran capa blanca, sus hombros están cubiertos con su chaperona mientras su cabeza descansa sobre un pedazo de roca sostenido por dos ángeles. Las figuras circundantes incluyen a sus padres, sus amigos y seguidores, Charles de Blois, Felipe de Valois, Clemente XI, Juan V el obispo de San Brieuc,  Donatun y Rogatun de Nantes, los reyes Judicael y Salomon y San Gildas de Ruiz, los primeros en escribir la historia del pueblo bretón. La escultura se mostró en el salón de la sociedad de artistas franceses de 1888 antes de ser colocada en la catedral. 

## Otras obras
Según el estudio del abad Pocquet du Haut Jussé "Le Mobilier Religieux au 19ème siècle en Ille-et-Vilaine", también hay obras de Valentin en San Brieuc, San Anne d'Auray, Pontmain, San Meen le Grand, Guingand, Lannion, Sillé le Guillaume y Redon. 
Murió mientras trabajaba en la estatua de monseñor Godinard, arzobispo de Rennes. Este trabajo fue terminado por sus hijos, incluido Paul Valentin, quien nació en Rennes el 26 de agosto de 1871. 

## Alguna lectura útil
- Site Mémoire et Art: génération Valentin

Ver en particular la sección "Le Mobilier Religieux au XIXè". 
- Datos: Q3167850
- Multimedia: Jean-Marie Valentin / Q3167850